# Nonnus punctulatus
Nonnus punctulatus là một loài tò vò trong họ Ichneumonidae.